# Teinobasis kirbyi
Teinobasis kirbyi là một loài chuồn chuồn kim trong họ Coenagrionidae.
Teinobasis kirbyi được Laidlaw miêu tả khoa học năm 1902.